# Juan Sans Alsina
 (septembre 2014).
Si vous disposez d'ouvrages ou d'articles de référence ou si vous connaissez des sites web de qualité traitant du thème abordé ici, merci de compléter l'article en donnant les références utiles à sa vérifiabilité et en les liant à la section « Notes et références ».
Juan Sans Alsina, né le 7 mai 1920 à Calella (province de Barcelone, Espagne) et mort le 25 janvier 2001 à Granollers, est un footballeur international espagnol des années 1940 et 1950. Il jouait au poste de milieu de terrain.

## Biographie

### Clubs
Il commence à jouer au Calella CF où à l'âge de 15 ans il évolue déjà avec l'équipe première. Pendant la Guerre civile espagnole, âgé de 17 ans, il rejoint l'Espanyol de Barcelone (1937-1939), puis retourne au Calella CF une fois la guerre terminée en 1939.
En 1940, il est recruté par le CE Sabadell. En 1943, il rejoint le FC Barcelone où il joue pendant cinq saisons. Il débute avec le Barça en championnat lors d'un Clásico face au Real Madrid le 2 janvier 1944 (victoire 1 à 0 du Barça). Avec Barcelone, il joue en tout 103 matchs et marque 1 but. Il gagne deux fois le championnat d'Espagne.
En 1948, il est recruté par le Gimnàstic de Tarragone où il met un terme à sa carrière en 1950.

### Équipe nationale
Juan Sans joue une fois avec l'équipe d'Espagne, le 2 mars 1947 lors d'une défaite 3 à 2 face à l'Irlande.

## Palmarès
Avec le FC Barcelone :
- Champion d'Espagne en 1945 et 1948
- Vainqueur de la Coupe Eva Duarte en 1948
- Vainqueur de la Copa d'Or Argentina en 1945